# Georg Grammer
Georg Grammer (* 15. Mai 1931 in Amberg; † 15. Mai 2005 ebenda) war ein deutscher Unternehmer.

## Lebenslauf
1954 übernahm Georg Grammer die 1880 von seinem Großvater Willibald Grammer gegründete Sattlerei. Im gleichen Jahr gründete Grammer einen „Betrieb zur Fabrikation von Sitzkissen“. 1989 wurde die Grammer AG gegründet, die 1996 an die Börse ging. Georg Grammer gab den Vorstandsvorsitz der AG 1998 ab und wechselte in den Aufsichtsrat, dem er bis 2000 als Vorsitzender und bis zu seinem Tode als stellvertretender Vorsitzender angehörte.
Ein besonderes Verdienst Georg Grammers war die 1976 erfolgte Einführung des von seinem Betriebschemiker Rainer Tilch (geb. 1948 in Amberg, Bayern) zwei Jahre zuvor erfundenen Polyurethan-Integralschäumens in die industrielle Produktion von Polsterteilen für Fahrzeugsitze und Bürostühle. Das neuartige Verfahren revolutionierte die bis dahin arbeitsintensive und mühsame Herstellung dieser Teile von Grund auf. Es ermöglichte eine schnelle und preiswerte Massenproduktion mit gleichbleibend hoher Qualität und verbreitete sich in den folgenden Jahren über die ganze Welt.
Im Jahr 1986 verlieh die Regierung des Freistaates Bayern dafür Georg Grammer die Staatsmedaille für besondere Verdienste um die bayerische Wirtschaft.

## Ehrungen
- Verdienstkreuz erster Klasse des Verdienstordens der Bundesrepublik Deutschland (1980)
- Bayerischer Verdienstorden (1998)
- Staatsmedaille für besondere Verdienste um die bayerische Wirtschaft (1986)
- Ehrenbürger der Ostbayerischen Technischen Hochschule Amberg-Weiden